# Verekia bruchocida
Verekia bruchocida is een vliesvleugelig insect uit de familie Aphelinidae. De wetenschappelijke naam is voor het eerst geldig gepubliceerd in 1954 door Risbec.